# Municipio de German (condado de Auglaize)
El municipio de German (en inglés: German Township) es un municipio ubicado en el condado de Auglaize en el estado estadounidense de Ohio. En el año 2010 tenía una población de 3748 habitantes y una densidad poblacional de 78,41 personas por km².

## Geografía
El municipio de German se encuentra ubicado en las coordenadas 40°26′39″N 84°23′49″O / 40.44417, -84.39694. Según la Oficina del Censo de los Estados Unidos, el municipio tiene una superficie total de 47.8 km², de la cual 47,8 km² corresponden a tierra firme y (0 %) 0 km² es agua.

## Demografía
Según el censo de 2010, había 3748 personas residiendo en el municipio de German. La densidad de población era de 78,41 hab./km². De los 3748 habitantes, el municipio de German estaba compuesto por el 98,19 % blancos, el 0,11 % eran afroamericanos, el 0,11 % eran amerindios, el 0,4 % eran asiáticos, el 0,4 % eran de otras razas y el 0,8 % eran de una mezcla de razas. Del total de la población el 0,96 % eran hispanos o latinos de cualquier raza.